# Остров (Артёмовская волость)
Остров — деревня в Невельском районе Псковской области России. Входит в состав сельского поселения «Артёмовская волость».
Находится в 3 верстах к востоку от ближайшей крупной деревни Усово и примерно в 22 верстах к юго-востоку от города Невель.

## Население
Численность населения деревни на конец 2000 года составляла 8 жителей.